# Wolimir (biskup kujawsko-pomorski)
Wolimir (ur. ?, zm. 10 czerwca 1275) – polski duchowny rzymskokatolicki, biskup kujawsko-pomorski (zamiennie używał również tytułu biskupa włocławskiego).

## Życiorys

### Prezbiteriat
Po raz pierwszy pojawia się w źródłach w 1235 jako kapelan arcybiskupa gnieźnieńskiego Pełki. Pod koniec lat 30. był proboszczem kapituły kruszwickiej oraz archidiakonem rudzkim. W 1241 został kanclerzem księcia mazowieckiego Konrada I mazowieckiego. Na tym stanowisku kierował kancelarią nadworną, prowadził politykę zagraniczną księstwa oraz odpowiadał za kontakty z wyższym duchowieństwem. Urząd ten piastował do 1247, tj. do śmierci księcia. Następnie był kanclerzem łęczyckim i kujawskim księcia Kazimierza I kujawskiego.

### Episkopat

#### Sprawy polityczne
Wybrany na biskupa kujawsko-pomorskiego najprawdopodobniej w II połowie 1252. Po raz pierwszy pojawia się w źródłach jako biskup 14 lutego 1253. Jako biskup zmienił ugodową politykę biskupstwa wobec zakonu krzyżackiego (diecezja obejmowała również tereny należące do krzyżaków), co doprowadziło do konfliktu z zakonem. Układem z 1253 wygasił długotrwałe spory prowadzone przez swojego poprzednika bpa Michała z księciem Pomorza Gdańskiego Świętopełkiem II Wielkim. W rewanżu książę przyrzekł poszanowanie prawa biskupów kujawsko-pomorskich do wyznaczania kandydatów na urzędy kościelne i jurysdykcji nad duchowieństwem oraz konfiskować dobra tych, którzy przez rok pozostają w ekskomunice. W późniejszych latach protestowano jednak przeciwko nieprzestrzeganiu przez Świętopełka i jego następców postanowień tego układu. Na przełomie 1254 i 1255 brał udział w negocjacjach krzyżacko-kujawskich, które zakończyły się sukcesem księcia Kazimierza kujawskiego. 12 lutego 1259 jako sędzia delegowany przez Stolicę Apostolską, przysądził biskupowi płockiemu Andrzejowi Ciołkowi jurysdykcję diecezjalną do ziemi chełmińskiej w procesie biskupa przeciwko krzyżakom. W kolejnych latach bp Wolimir zmienił orientację polityczną, będąc w dobrych stosunkach z krzyżakami, pogarszając tym stosunki z Kazimierzem i Świętopełkiem II.
W 1264 po obwarowaniu siedziby biskupiej w Raciążku bez zgody księcia, Kazimierz kujawski napadł i obrabował Raciążek oraz zniszczył jego umocnienia. Ucierpiały również wsie biskupie. Wolimir obłożył księcia ekskomuniką, jednak musiał uchodzić ze swojej diecezji. Ugodę kończącą konflikt podpisano w kwietniu 1266.

#### Sprawy religijne
Bp Wolimir był czynnym uczestnikiem synodów prowincjonalnych. Obsadzając urzędy nie kierował się pochodzeniem społecznym, mianując na ważne stanowiska również duchownych pochodzenia mieszczańskiego, czego przykładem może być dziekan kapituły katedralnej we Włocławku Albierz. Był jednym z dwóch komisarzy papieskich, wyznaczonych przez Urbana IV, badających cuda za pośrednictwem Jadwigi Śląskiej przed jej kanonizacją.
Biskup ufundował klasztor cystersów w Pogódkach koło Kościerzyny.
17 stycznia 1274 papież Grzegorz X powierzył mu administrowanie wakującą archidiecezją gnieźnieńską, którą to funkcję pełnił do śmierci 10 czerwca 1275.